# Tetrastichus julis
Tetrastichus julis (лат.) — вид паразитических наездников рода Tetrastichus из семейства Eulophidae (Chalcidoidea) отряда перепончатокрылые насекомые.

## Распространение
Европа (в том числе, Россия), интродуцированы в Канаду и США для борьбы с жуками-вредителями.

## Описание
Мелкие наездники-эвлофиды, длина 1,9—2,3 мм. Основная окраска тела чёрная с металлическим блеском. Глаза голые, без опушения. От близких видов отличается чёрным основным члеником усика; первый членик жгутика в 1,5 раза длиннее поворотного. Голова трапециевидной формы. Переднеспинка широкая, поперечная. На промежуточном сегменте два околодыхальцевых гребня, раздваивающихся кзади. Передняя голень с одной шпорой. Передние крылья без постмаргинальной жилки. Булава усиков состоит из 3 члеников.
Зимуют в почве. Два поколения в год с факультативной диапаузой. Самки откладывают яйца (около 5 штук) в личинку жука-листоеда Oulema melanopus (Chrysomelidae)

## Хозяева
Личиночные эндопаразитоиды жуков-листоедов из подсемейства Criocerinae. Среди хозяев отмечены жуки Oulema melanopus, Oulema gallaeciana. Также известны случаи заражения Lema cyanella и Oulema duftschmidi.

## Значение
Используется как эффективный энтомофаг-паразитоид в биозащите от насекомых-вредителей. Вид Tetrastichus julis был интродуцирован из Европы в Канаду и США для борьбы с жуком-листоедом Oulema melanopus (Chrysomelidae). Весеннее появление взрослых особей достаточно для нападения на ранние развивающиеся личинки O. melanopus, тогда как появление взрослых особей второго поколения приводит к значительному паразитизму и у позднего поколения личинок-хозяев.